# Somatogyrus pumilus
Somatogyrus pumilus är en snäckart som först beskrevs av Conrad 1834.  Somatogyrus pumilus ingår i släktet Somatogyrus och familjen tusensnäckor. Inga underarter finns listade i Catalogue of Life.